# Азимова, Азиза
Ази́за Ази́мова (5 декабря 1915—1997) — таджикская советская артистка балета, драматическая актриса, балетмейстер, народная артистка Таджикской ССР (1941).

## Биография
Азиза Азимова родилась в 1915 году в кишлаке Сурхи в северной части Таджикистана в семье бедняков. В возрасте двух лет у Азизы умерла мать. Вместе с отцом она переехала под Бухару в кишлак Богоутдин. Спустя некоторое время бедность вынудила отца продать свою дочь за 75 рублей тюбетеечнику из Бухары. До 8 лет она жила в семье тюбетеечника на положении «чури». В 1923 году была отправлена Бухарским нарномпросом на обучение в Москву. Во время обучения в Москве Азиза Азимова впервые захотела стать актрисой.
По возвращении в Бухару Азиза поступила в женский педагогический техникум и стала посещать театральную студию. В 1930 году Азиза вступила в труппу передвижного рабочего театра в Ташкенте.
Впервые вышла на сцену в качестве драматической актрисы в Сталинабадском музыкально-драматическом театре. В 1937 году стала солисткой балета в Таджикском музыкальном театре. Член КПСС с 1941 года.
В 1950 году окончила балетмейстерский факультет ГИТИСа и осуществила в Театре имени Айни постановки балетов «Красный цветок» (1951), «Доктор Айболит» (1952). Она участвовала как танцовщица и балетмейстер на различных смотрах и концертах танцевальных коллективов Таджикистана и гастрольных поездках творческих коллективов в республиках СССР и зарубежных странах.
В 70 — 80-е гг. XX века, она посвятила свою деятельность преподавательской работе в Таджикском государственном институте искусств им. М. Турсунзаде на отделении хореографии. Азиза Азимова заведовала кафедрой хореографии на факультете культурно-просветительной работы ТГИИИ. За период своей педагогической деятельности подготовила известных хореографов и танцовщиц: Народные артисты РТ — Файзулло Каримов, Имомали Рахмониён; Заслуженные артисты РТ — Мухаммади Абдурасулов, Сафрон Ёдгорова, Хайриниссо Ватанова и др.; Хореографы — Оимниссо Маликова, Назокат Клычева, Амон Мусоев (Заслуженный артист РТ) и др.

## Творчество

### Роли в Таджикском музыкально-драматическом театре (Сталинабад)
- «Мубориза» — Ширин[2]
- «Платон Кречет» А. Е. Корнейчука — мать
- «Принцесса Турандот» Карло Гоцци — Адельма
- «Дочерь пастуха» — Саодат

### Балетные партии
- «Две розы» либретто М. Рабиева, музыка А Ленского — Нозгуль[4][5]
- «Тщетная предосторожность» Гертеля — Лиза
- «Бахчисарайский фонтан» Б. В. Асафьева — Мария

## Награды
- три ордена Трудового Красного Знамени (23.04.1941[6], 24.04.1957[7] и 22.08.1986)
- орден Дружбы народов (17.08.1989) — за заслуги в укреплении культурных связей с Республикой Афганистан[8]
- два ордена «Знак Почёта» (1950 и 23.10.1954[9])
- народная артистка Таджикской ССР (1941)